# تل الفخار
تل الفخار هي إحدى القرى المحتلة والمدمرة التابعة لمركز مسعدة التابع لمحافظة القنيطرة في هضبة الجولان بجنوب غرب سوريا.

## طالع مواقع تلية أركيولوجية مشابهة
تلعفر، تل عقاب، تل بري، تل دير، تل أبيب (تلة)، تل حزين، تل حشباي،تل أبيب، تل براك، تل الخويرة، تلكيف، تل ليلان، قطنا (مدينة أثرية)، تل الصافي، تل تمر، تل رياق، تل نبع الليطاني، تل أيوب (لبنان)، تل خردان، تل مجدلون، تل دير زنون، تل حوش الرفقة

- طالع أيضا:
- علم الآثار
- قائمة التلال الأثرية في لبنان
- قائمة التلال الأثرية
- معركة تل الفخار